# Tugalina gigas
Tugalina gigas (лат.) — вид морских брюхоногих моллюсков из семейства Fissurellidae.

## Внешний вид и строение
Раковина напоминает колпачок, с толстыми стенками. Её основание сужается к переднему краю, на котором есть полукруглая вырезка. Раковина бывает от почти белой до розово-жёлтой. Она покрыта концентрическими линиями роста, пересекающимися с различными по величине и степени выступания радиальными рёбрами. Раковины, собранные у побережья Японии были до 25 мм в высоту, до 100 мм в длину и до 58 мм в ширину.

## Распространение
Обитает на западе Тихого океана у берегов Корейского полуострова и Японии (близ острова Хоккайдо и северной половины острова Хонсю). В российских водах обнаружен в заливе Посьета (Японское море).

## Образ жизни
Tugalina gigas встречается от нижнего горизонта литорали до глубины 10 м, на камнях и скалах, при температурах от —1,5° (зимой) до +25°С (летом) и солености 32—35 ‰. Кормится детритом. Откладывают яйцевые капсулы бокаловидной формы, из которых выходят плавающие личинки. Живут, по-видимому, не более 10 лет.

## Численность в России
Видимо, встречается очень редко. В Приморском крае обнаружено всего 9 экземпляров.